# Мартові
Марто́ві (Martovi Orchestra) — український рок-гурт з Вінниці. Грав альтернативний рок.

## Історія гурту
Гурт починає свою історію з березня 2006 року. Сергій Асафатов та Микола Бистрицький до того грали разом в акустичному проекті з гітари та кларнету під назвою "Мартові планети", яка пізніше скоротилася. Згодом до них приєдналися Дана Томашевич (барабани), Віталій Гринько (бас) та Женя Горбата (віолончель), а також долучилися Славко Стеценко (труба) та Роман Кульматицький (труба). Таким був перший склад, що зібрався за рік до виступу на фестивалі "Уніж-2008".
Гармонійне поєднання таких різних інструментів робить звучання гурту неповторним. Щирість їхніх пісень знаходить відгук у слухача. Важливою подією став виступ молодого гурту на фестивалі "Шешори-2008". Того ж року вони стали переможцями відбіркового туру фестивалю "Червона Рута".

З плином часу склад гурту змінився. Більшість з учасників були студентами, тому після завершення навчання стали на шлях розбудови країни. На їхнє місце прийшли нові музиканти: Володимир Колісник (саксофон, флейта, гобой), Світланка Стебновська (віолончель), Ігор Громада (електрогітара), Олександр Подуфалов (труба), а Сергій Асафатов крім того, що співає, взяв до рук акустичну гітару і тромбон.
Трансформація складу призвела до зміни музики гурту, яка стала більш насиченою та емоційною, більш серйозною та ритмічною. Загалом, у музиці "МАРТОВИХ" можна почути елементи романсу, класики, фолку, року, фанку, драйв-панку, циганські та балканські мотиви.
16 травня 2010 року вийшов у світ перший студійний альбом гурту під назвою «Час».
26 серпня 2013 року гурт презентував в ефірі каналу A-ONE відео на пісню «Держись».

## Склад
- Володимир Колісник — саксофон, гобой, флейта
- Олексій Кетов-Сандул — бас
- Дана Томашевич — барабани, перкусія
- Олександр Подуфалов — труба, альт
- Сергій Асафатов — голос, труба, тромбон, гітара акустична, синтезатор, перкусія, кларнет, дудук
- Діма Діда — гітара
- Руслан Каштан — тромбон, барітон

## Дискографія
- «Час», 2010
- «Рівновага», 2015
- «Eat Me», 2016

## Відео
- «Держись», 2013  [Архівовано 29 жовтня 2013 у Wayback Machine.]
- «Стій», 2013  [Архівовано 27 березня 2016 у Wayback Machine.]
- «Ти і я», промо-відео, 2014
- «Весна», 2016
- «Нехай збувається» [Архівовано 30 липня 2020 у Wayback Machine.] 2016